# روح تو
«روح تو» (به انگلیسی: The Ghost of You) تک‌آهنگی از گروه موسیقی آلترنتیو راک مای کمیکال رومنس است که در ۲۹ اوت ۲۰۰۵ منتشر شد.